# Secamonòidies
Secamonoideae (Secamonàcies) és una subfamília de plantes de flors que pertany a la família de les Apocynaceae. Aquesta subfamília té 9 gèneres.

## Gèneres
- sensu Strasburger

| - Calyptranthera - Genianthus - Goniostemma | - Pervillaea - Rhynchostigma - Secamone | - Secamonopsis - Toxocarpus - Trichosandra |

- sensu APWebsite
- Pervillaea, Secamone, Secamonopsis, Toxocarpus

- sensu Endress 2014[1]

| - Calyptranthera Klack., 1996 - Genianthus Hook. f., 1883 - Goniostemma Wight, 1834 | - Pervillaea Decne., 1844 - Secamone R. Br., 1810 - Secamonopsis Jum., 1908 | - Toxocarpus Wight & Arn., 1834 - Trichosandra Decne., 1844 |